# Hellebjerg Idrætsefterskole
Hellebjerg Idrætsefterskole blev oprettet i 1958 af KFUMs Idrætsforbund i 1958 nær Juelsminde som blev Danmarks første idrætsefterskole. 
Den 3. maj 1958 modtog efterskolen det første elevhold bestående af 11 piger. Skolen voksede hurtigt i form af elever og bygninger. I sommeren 1964 blev det en såkaldt fællesskole, og eleverne er fra da af blevet tilbudt et 8 måneders kursus.
Da Hellebjerg blev oprettet i 1958 havde KFUMs Idrætsforbund allerede benyttet området og dets bygninger, i adskillige år som kursus- og ledercenter. KFUMs Idrætsforbund står stadig bag skolen, det mærkes bl.a. i sommerferien, hvor forbundet afvikler leder-/trænerkurser på skolen.       I skoleåret 2018/2019 er 210 elever blevet optaget.

## Aktive linjefag
- Adventure & Fitness(kun for piger)
- Fodbold
- Golf
- Håndbold

Forstanderpar gennem tiderne:
Anne og Peder Møller 1958 – 1976
Inge og Harry Ankerdal 1976 – 1981
Signe og Oluf Rørbæk Madsen 1981 – 1989
Bente og Henning Christiansen 1989